# Hodal
Hodal ist eine Stadt (Municipal Council) im nordwestindischen Bundesstaat Haryana.
Hodal liegt 82 km südlich der Bundeshauptstadt Neu-Delhi.
Die Stadt gehört zum Distrikt Palwal. Die Distrikthauptstadt Palwal liegt 30 km nördlich von Hodal. Die Yamuna strömt 15 km östlich von Hodal in südlicher Richtung.
Hodal liegt an der nationalen Fernstraße NH 2 (Neu-Delhi–Agra). Die Eisenbahnstrecke Palwal–Mathura führt durch Hodal.
Beim Zensus 2011 hatte Hodal 50.143 Einwohner.
98 % der Bevölkerung waren Hindus.